# Глейзер, Григорий Давыдович
Григо́рий Давы́дович Гле́йзер (19 марта 1934, Новоград-Волынский, Украина — 11 августа 2020, Сан-Франциско, Соединённые Штаты Америки) — советский и российский математик, педагог, академик РАО (1993), доктор педагогических наук (1985), профессор (1986).

## Биография
Окончил Курский педагогический институт (1955). С 1958 года преподавал математику в школах и вузах Москвы, с 1961 года работал в системе Академии педагогических наук. В 1966 году защитил кандидатскую диссертацию «Взаимосвязь обучения геометрии и жизненного опыта учащихся восьмилетней вечерней (сменной) школы», с 1968 — заведующий лабораторией обучения в вечерней школе в НИИ образования взрослых. В 1979 году подготовил к защите докторскую диссертацию «Методы формирования и развития пространственных представлений школьников в процессе обучения геометрии», защищена в 1984 году под названием «Методы формирования и развития пространственных представлений взрослых в процессе обучения геометрии в школе» (утверждён в степени в 1985 году). С 1986 года — профессор МГПИ им. В. И. Ленина, с 1993 — академик-секретарь Отделения общего среднего образования РАО, в 1996—2001 — директор Института информатизации образования РАО.

## Научная деятельность
Основные работы посвящены математике, дидактике, методике преподавания математики, содержанию и организации образования взрослых. Разработал учебно-методические комплекты по алгебре, геометрии и математическому анализу для средних школ и самообразования.

## Основные работы
- Развитие пространственных представлений школьников при обучении геометрии. — M., 1978
- Индивидуализация и дифференциация обучения в школе (ред. и соавтор). — M., 1985
- Повышение эффективности обучения математике в школе. — M., 1989.